# Cabo de la Huerta
El cabo de la Huerta, conocido tradicionalmente como L'Alcodre, es un cabo y barrio residencial situado en el noreste de la bahía de Alicante  (España). Este lugar, que lleva el nombre en referencia a la Huerta de Alicante, destaca por su geografía costera, y su diversa flora y fauna. Según el padrón municipal, contaba con una población de 16 874 habitantes (8 744 mujeres y 8 130 hombres) en 2023.

## Localización
El barrio limita al noreste con la playa de San Juan, al este y sur con el Mar Mediterráneo y al oeste y norte con los barrios de Albufereta y Playa de San Juan
Asimismo, está delimitado exteriormente, desde el oeste y en el sentido horario, por las dos avenidas siguientes: Condomina, desde el extremo oriental de la playa de la Almadraba, y Cataluña, hasta su encuentro con la avenida Niza y la playa.

## Antecedentes
Esta era una zona de huertas, excepto en su parte más elevada sobre la costa, donde la tierra era de peor calidad. Allí había una torre vigía desde tiempos de los ataques berberiscos. El entorno fue un erial hasta principios del siglo XX, cuando empezaron a construirse algunas casas buscando las vistas al mar.
La zona de huertas estaba regada por las aguas del río Monnegre, a través del embalse de Tibi y con un sistema de acequias. El nombre primitivo deriva del árabe al-kodra (la verde).

## Situación actual
El barrio se extiende por dos kilómetros de costa y uno hacia el interior. Con el paso del tiempo, se ha convertido en uno de los barrios más poblados del municipio y plenamente urbanizado.

## Playas
El tramo de costa que discurre por su límite sur tiene una orografía algo escarpada y, quizás por ello, no llegó a urbanizarse del todo. En esta zona se ha establecido una microreserva de flora y su franja litoral está considerada LIC de la Comunidad Valenciana.
A lo largo de esta línea de costa hay varias pequeñas calas y zonas de baño y buceo. Son lugares a destacar Cala de los Judíos o La Calita, Cala Cantalares y su microreserva de flora y Cala Palmera. Existe una ruta senderista que atraviesa toda esta zona, desde la playa de la Albufereta hasta la playa de San Juan.

## Faro

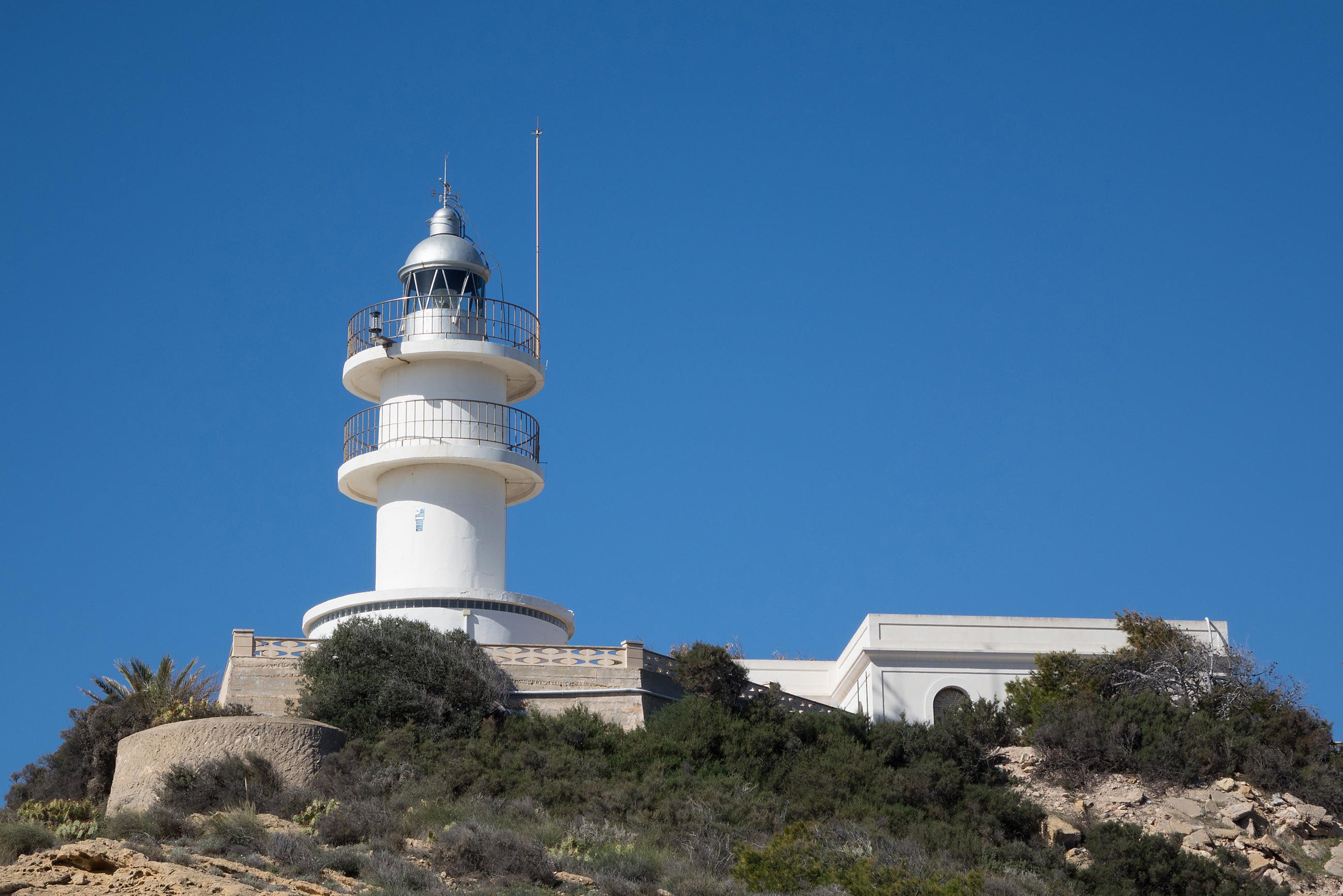
Faro en el Cabo de la Huerta.

La torre vigía levantada en el siglo XVI en el cabo se terminó convirtiendo en un faro para la navegación. El faro fue inaugurado en 1856. Tenía una luz fija blanca con un alcance de 10 millas. En el año 1935 se electrifica y pasa a producir destellos repetidos con un alcance de 25 millas. Posteriormente, en el año 1980, se instala un nuevo faro manteniéndose las mismas características.
En el año 2020, la Autoridad Portuaria de Alicante concedió autorización para poner en marcha un restaurante en los edificios anexos al faro.

## Población
Según el padrón municipal de habitantes de Alicante, la evolución de la población del barrio de Cabo de la Huerta en los últimos años, del 2010 al 2023, tiene los siguientes números:
|              | 2010  | 2011   | 2012   | 2013   | 2014  | 2015  | 2016   | 2017  | 2018   | 2019   | 2020   | 2021   | 2022   | 2023   |
| ------------ | ----- | ------ | ------ | ------ | ----- | ----- | ------ | ----- | ------ | ------ | ------ | ------ | ------ | ------ |
| Población    | 15173 | 15448  | 15717  | 15852  | 15846 | 15889 | 15768  | 15837 | 15983  | 16126  | 16253  | 16431  | 16547  | 16874  |
| (Diferencia) |       | (+275) | (+269) | (+135) | (-6)  | (+43) | (-121) | (+69) | (+146) | (+143) | (+127) | (+178) | (+116) | (+327) |

## Fiestas
Las fiestas del barrio son, como en el resto de la ciudad de Alicante, las Hogueras de San Juan. Cuenta con una comisión de hogueras:
- Avenida Costa Blanca-Entreplayas, es la más antigua del distrito de Playas, fundada en la década de los 90, ha obtenido a lo largo de su historia tres damas del foc.

## Hábitat
Es un entorno entre el litoral y la linde urbana. A pesar de la presión urbanística, algunas zonas han conservado su valor medioambiental.
El Cabo de la Huerta tiene una vegetación adaptada a sus características, donde se puede ver siempreviva alicantina, senecio, margarita de mar, boalaga, gamón, coronilla de hoja fina, hinojo marino, albardín, gurullo, etc. En el mar destaca la presencia de posidonia oceánica.
En cuanto a la fauna, se pueden ver aves costeras o marinas como gaviota de audouin, cormorán grande, charrán patinegro, garceta común, chorlitejo patinegro, zarapito trinador, vuelvepiedra común, etc.
Geológicamente, el sustrato rocoso de la zona está formado por areniscas amarillentas del Mioceno superior y que contienen fósiles de erizos y bivalvos. Sobre estas calcarenitas, en alguna zona puede verse otro conjunto rocoso del Cuaternario, con sedimentos marinos de lo que sería una playa fósil de hace 100 000 años.